# Toyah! Toyah! Toyah!
Toyah! Toyah! Toyah! es un álbum en vivo de la banda británica de new wave Toyah, liderada por Toyah Willcox, publicado en diciembre de 1980 por Safari Records.

## Antecedentes

### Grabación
El álbum fue grabado el 17 de junio de 1980 en el Lafayette Club de Wolverhampton, utilizando el estudio móvil de The Rolling Stones. El concierto también fue filmado por ATV como parte de un documental de televisión sobre la banda y su cantante homónima.

### Lanzamiento y promoción
Una versión en vivo de «Danced» fue lanzada como sencillo a finales de 1980 para promocionar el álbum. Toyah! Toyah! Toyah! alcanzó el número 22 en la lista de álbumes del Reino Unido y el número 3 en la lista de álbumes independientes del Reino Unido, y posteriormente obtuvo la certificación de plata en el Reino Unido en 1981 por vender más de 60.000 copias.

#### Relanzamientos
El álbum vio su primer lanzamiento en CD en 1990 en el sello Great Expectations. Una nueva versión remasterizada fue publicada el 30 de octubre de 2006 a través de Cherry Red Records. Esta edición ampliada presenta pistas en vivo adicionales de 1980 y de la gira The Changeling de 1982. Las últimas canciones incluyen las piezas descartadas del lanzamiento en CD de Warrior Rock: Toyah on Tour, aunque tomadas de un concierto diferente de la misma gira. Seis de los ocho bonus tracks son pistas inéditas. La nueva edición incluye una nota introductoria de Toyah Willcox y una nota de portada de su archivista Craig Astley, además de raras fotografías en vivo. En mayo de 2022, el álbum fue reeditado por Cherry Red Records, agregando cuatro pistas en vivo previamente descartadas del álbum y un DVD con el documental ATV de 1980.

## Lista de canciones
Todas las canciones escritas y compuestas por Toyah Willcox, Joel Bogen y Peter Bush, excepto donde esta anotado.

| Lado uno |                                                                         |          |  |
| N.º      | Título                                                                  | Duración |  |
| 1.       | «Victims of the Riddle» (Willcox, Keith Hale, Steve James, Bogen, Bush) | 3:30     |  |
| 2.       | «Indecision» (Willcox, Bogen, Bush, Mark Henry)                         | 2:35     |  |
| 3.       | «Love Me»                                                               | 3:00     |  |
| 4.       | «Visions»                                                               | 4.15     |  |
| 5.       | «Tribal Look» (Willcox, Bogen, Bush, Charlie Francis, Steve Bray)       | 3:30     |  |
| 6.       | «Bird in Flight» (Willcox, Bogen, Bush, Francis, Bray)                  | 4:00     |  |

| Lado dos |                      |          |  |
| N.º      | Título               | Duración |  |
| 1.       | «Danced»             | 5:30     |  |
| 2.       | «Insects»            | 2:45     |  |
| 3.       | «Race Through Space» | 3:06     |  |
| 4.       | «Ieya»               | 8:30     |  |

## Créditos
Créditos adaptados desde las notas de álbum.
Toyah
- Toyah Willcox – voces
- Joel Bogen – guitarra
- Peter Bush – teclado
- Charlie Francis – guitarra bajo
- Steve Bray – batería

Personal técnico
- Nick Tauber – productor, mezclas
- Phil Harding – ingeniero de audio

## Posicionamiento

### Gráficas semanales
| Gráfica (1981)                            | Pico de posición |
| ----------------------------------------- | ---------------- |
| Reino Unido (UK Albums Chart)             | 22               |
| Reino Unido (UK Independent Albums Chart) | 3                |

| Gráfica (2022)                            | Pico de posición |
| ----------------------------------------- | ---------------- |
| Escocia (Scottish Albums Chart)           | 8                |
| Reino Unido (UK Albums Chart)             | 72               |
| Reino Unido (UK Vinyl Albums Chart)       | 10               |
| Reino Unido (UK Independent Albums Chart) | 2                |